# Comité Olímpico Libio
El Comité Olímpico Libio (COI código: LBA) es el Comité Olímpico Nacional que representa a Libia.